# Закон о земстве в западных губерниях
Закон о земстве в Западных губерниях — закон Российской империи (именной Высочайший указ) «О распространении действия Положения о земских учреждениях на Витебскую, Волынскую, Киевскую, Минскую, Могилевскую и Подольскую губернии», принятый 14 марта 1911 года; принятие закона вызвало острый политический кризис. Закон распространял на 6 губерний Западного края Положение о земских учреждениях, с той особенностью, что землевладельцы польского происхождения выделялись в отдельную избирательную курию; тем самым была исключена возможность получения поляками большинства голосов земских гласных.

## Предысториявопроса
К моменту созыва III Государственной думы в 1907 году «Положение о земских учреждениях» 1890 года действовало в 34 губерниях Европейской России (см. перечень губерний). Во всех трех губерниях Юго-Западного края и в трех из шести губерний Северо-Западного края действовало особое «Положение об управлении земским хозяйством в губерниях Витебской, Волынской, Киевской, Минской, Могилёвской, Подольской» 1903 года. Вместо губернских и уездных земских собраний в земских губерниях в Юго-Западном крае были учреждены губернские и уездные Комитеты по делам земского хозяйства, а вместо губернских и уездных земских Управ — губернские и уездные Управы по делам земского хозяйства. Эти органы состояли из коронных чиновников и земских гласных. Земские гласные, в отличие от выборных гласных в земских губерниях, также назначались министром внутренних дел.
Таким образом, земское управление хотя и существовало, но представляло собой отрасль государственной администрации, а не общественное самоуправление.
Во всех губерниях Юго-Западного края среди землевладельцев преобладали поляки, в то время как общая доля поляков в населении составляла от 1,0 % до 3,4 %.
В губерниях с правительственными земскими учреждениями уровень собираемых земских сборов был ниже, чем в губерниях с выборными земствами, соответственно ниже был и объём предоставляемых земствами социальных услуг.

## Правительственный законопроект
Общим курсом правительства П. А. Столыпина было распространение выборных земских учреждений на те губернии, в которых они ещё не были введены. Основной причиной такого курса была большая эффективность выборных земств. Экономически развитые Юго-Западный край и Северо-Западный край, имевшие большой потенциал, были первыми на очереди. Политика географического расширения земских учреждений пользовалась поддержкой и октябристского большинства Государственной Думы.
Эта политика входила в противоречие с националистическим курсом правительства, выражавшимся в стремлении уменьшить представительство нерусского населения во всех выборных учреждениях. После того как в новом избирательном законе 1907 года было ограничено представительство польского населения на выборах в Государственную Думу, казалось закономерным провести те же принципы и в отношении выборов в земские учреждения; между тем как существующее Положение о земских учреждениях 1890 года разделяло избирателей на имущественные курии (а внутри курии землевладельцев — на дворян и недворян), но не по национальному признаку.
В 1909 году группа членов Государственного Совета, возглавляемая Д. И. Пихно, внесла законодательное предположение об изменении системы выборов в Государственный Совет в Западном крае (Юго-западный край и Северо-Западный край (Виленская, Гродненская и Ковненская губернии)), позволяющее ограничить число членов Совета польского происхождения. По существовавшему порядку, в неземских губерниях и в губерниях с невыборным земством члены Государственного Совета выбирались только от землевладельцев. В губерниях Западного края абсолютное большинство землевладельцев составляли поляки. Законопроектом предлагалось разделить участников избирательных съездов на две курии — русскую и нерусскую (в некоторых губерниях — на польскую и непольскую), причем русской курии предоставить в два раза больше мест выборщиков, чем польской. Этим гарантировалась потеря поляками мест в Государственном Совете.
Законопроект получил правительственную поддержку, но Государственная Дума, также не отказывая законопроекту в поддержке, постановила (по соглашению с правительством) развить идею, а именно: новых членов Госсовета, выбираемых в 1909, выбрать по действующему закону только на один год, а тем временем разработать закон о введении земских учреждений в Западном крае, после чего член Государственного Совета стал бы выбираться не от землевладельцев, а от земства (как и во всех остальных земских губерниях); если закон будет гарантировать не-польскому населению большинство в земских собраниях, то поляками автоматически будет потеряно место в Государственном Совете. При этом было решено ограничиться теми шестью губерниями, в которых уже существовало невыборное земство, оставив три из шести губерний Северо-Западного края (Виленскую, Ковенскую и Гродненскую) неземскими.
Правительство приступило к разработке соответствующего законопроекта. Законопроект, по тому же принципу, что и предшествующие законы о выборах в Думу и Госсовет, был построен на разделении избирательных съездов и собраний на два национальных отделения, так чтобы непольское отделение избирало большее количество земских гласных. Так как именно в крупном дворянском землевладении в Западном крае преобладали поляки, правительство было вынуждено отказаться от принципиально важных преференций для крупных землевладельцев (составлявших основу Положения 1890 года по отношению к Положению 1864 года), и принять всесословную систему земских выборов, с двумя куриями: цензовой курией (имущественный ценз по земле, любым другим имуществам и уплачиваемым налогам) и курией сельских обществ. Необычайно усложненная и запутанная система организации выборов имела целью не только уничтожить значение поляков в земских собраниях, но и не сделать это за счет увеличения числа гласных от крестьян (в их лояльности после событий 1904—1906 годов правительство сомневалось), выдвигая вперед мелких и средних собственников. Также было предложено зарезервировать определённое количество мест гласных за заведомо лояльным православным духовенством.
Законопроект был внесен в Думу 20 января 1910 года.

## Рассмотрение в Государственной Думе
Дума рассматривала законопроект в комиссии по местному самоуправлению до апреля 1910 года, после чего он был вынесен на Общее собрание Думы. Интерес к законопроекту был настолько велик, что его принятие заняло 13 заседаний Общего собрания. Законопроект был одобрен Думой 01 июня 1910 года, после чего, по установленному законом порядку, он последовал на рассмотрение Государственным Советом.
Принятие важного законопроекта в 4-месячный срок представляло своего рода рекорд для медленно работающей Думы; это было результатом наличия между правительством и думским большинством (блоком октябристов и националистов) консенсуса по основной идее закона — ограничению допуска польских землевладельцев к участию в земском управлении.
Дума, однако, внесла в правительственный законопроект поправки. Прежде всего, не получила поддержки идея резервирования мест для православного духовенства (результат антиклерикальных настроений части октябристов). Также Дума ещё более усложнила правила организации и разделения избирательных собраний и съездов, в целях предоставления ещё больших преимуществ мелким собственникам; устранила имевшиеся в законопроекте прямые ограничения на занятие земских должностей поляками.

## Рассмотрение в Государственном Совете
П. А. Столыпин изначально был убежден, что рассмотрение в Госсовете не создаст существенных затруднений. Половина Совета состояла из членов по назначению, по умолчанию занимавших сторону правительства; среди второй, избиравшейся, половины преобладали члены правой, проправительственной ориентации.
Принять новый закон к июлю 1910 года (срок окончания полномочий членов Госсовета от Юго-Западного края) было уже невозможно, новые выборы состоялись по старому закону, рассмотрение законопроекта потеряло острую срочность. До весны 1911 года законопроект рассматривался в самом вялом темпе, и хотя имелась определённая оппозиция (прежде всего, со стороны С. Ю. Витте), в успешном прохождении не было сомнений.
Затем произошло неожиданное. 4 марта 1911 года, в промежуточном заседании Госсовет 92 голосами против 68 проголосовал за поправку, которой отменялись национальные курии. Весь смысл правительственного законопроекта был перечеркнут.
Причиной такого неожиданного голосования была деятельность лидеров правого крыла Госсовета П. Н. Дурново (предшественника Столыпина на посту министра внутренних дел) и В. Ф. Трепова. Они неожиданно развернули активную, но скрытую агитацию против законопроекта среди членов Госсовета. В обоснование своей позиции Дурново составил специальную записку для Николая II, которая была передана императору через Трепова. По неподтвержденным сведениям, Дурново и Трепов рассказывали своим сторонникам о согласии императора на отклонение законопроекта.
Основная аргументация противников законопроекта не вполне соответствовала их правой политической ориентации. Дурново и Трепов считали, что с устранением крупных собственников — поляков земства лишатся наиболее консервативных и культурных участников; политика борьбы с поляками не должна ни при каких условиях перетекать в политику борьбы с крупным землевладением. Таким образом, курс поддержки крупного землевладения был сочтен правой фракцией Госсовета более важным, чем националистический курс.
Хотя позиция противников законопроекта имела в своей основе рациональные политические соображения, их деятельность была организована как интрига: предложение провалить правительственный законопроект не обсуждалось в заседаниях открыто, членов Совета убеждали голосовать «против» кулуарно.
Все последующие события имели характер острого политического кризиса.

## Политический кризис
П. А. Столыпин воспринял провал законопроекта в Государственном Совете как личное оскорбление и результат низких политических интриг. Особо возмутило Столыпина то, что борьба с законопроектом велась не с трибуны, а подковерно, путём подачи записки царю. Немедленно отправившись к Николаю II, Столыпин попросил отставки. Столыпин объяснял свою просьбу тем, что его дальнейшая деятельность невозможна, если законодательные учреждения (с формально проправительственным большинством) будут, из соображений личной вражды и любви к интригам, препятствовать важнейшим правительственным начинаниям. Николай II не стал решать дело немедленно и взял некоторое время на размышление. Столыпин объявил о своем решении другим министрам, подробно объяснив мотивы. Стали распространяться слухи об отставке Столыпина и назначении на пост премьер-министра В. Н. Коковцова.
10 марта Николай II объявил Столыпину о готовности разрешить политический кризис на его условиях.
Столыпин предложил распустить законодательные учреждения на короткий срок, и принять закон Высочайшим указом на основании статьи 87 Основных государственных законов.
Данная статья позволяла царю принимать неотложно («если чрезвычайные обстоятельства вызовут необходимость в такой мере») необходимые законы в те периоды, когда законодательные учреждения не действуют, при условии внесения их в законодательные учреждения в двухмесячный срок после их открытия. Предлагаемые действия формально не являлись нарушением закона, но производили впечатление грубой манипуляции правом. Во-первых, закон не был неотложным: он рассматривался в плановом порядке уже более полутора лет. Во-вторых, статья 87 по духу (но не по букве) была предназначена для летних думских каникул и для периодов между роспуском старой Думы и созывом новой.
Николай II принял предложение Столыпина, и 11 марта был издан высочайший указ о перерыве в деятельности законодательных учреждений с 12 по 15 марта.
Государственный Совет, уже осведомленный об указе, в заседании 11 марта демонстративно отклонил законопроект полностью. После этого 14 марта закон был принят Высочайшим указом.
Император также приказал Дурново и Трепову объявить себя больными и не участвовать в заседаниях Госсовета до 1912 года (законных путей отстранить члена Госсовета от исполнения обязанностей до окончания сессии не существовало). Подобное распоряжение носило оскорбительный для наказанных лиц характер. В. Ф. Трепов подал в отставку с государственной службы.
Принятие закона по статье 87 было воспринято фракциями большинства Государственной Думы как выражение пренебрежения к Думе, которая данный законопроект приняла без задержек.
В знак протеста председатель Думы А. И. Гучков отказался от должности председателя, а на его место был выбран М. В. Родзянко.
Закон о земствах в установленный двухмесячный срок был внесен на рассмотрение в Думу. Ни III, ни IV Думы демонстративно не рассматривали закон; это не имело юридического значения, так как любой закон, принятый по статье 87, действовал до того момента, как Дума его отклоняла.
Само введение выборных земств в Юго-Западном крае, в отличие от принятия соответствующего закона, не вызвало значительного общественного интереса. Деятельность земств с национальными куриями была слишком кратковременной (менее 2 лет до начала Первой мировой войны), чтобы получить какую-либо устойчивую оценку.

## Итоги
Повод конфликта в исторической перспективе не представляется значительным. Сам же конфликт оставил достаточно глубокий след в истории.
Благожелательные и конструктивные отношения между большинством Думы и правительством, налаживаемые Столыпиным и октябристскими лидерами с момента созыва III Думы, были подорваны; отношения с Госсоветом испорчены непоправимо. Ухудшилось отношение к Столыпину со стороны различных общественных кругов и прессы. По словам В. Н. Коковцова: «Но со всех сторон … я слышал один и тот же отзыв — Столыпин был неузнаваем. Что-то в нём оборвалось, былая уверенность в себе куда-то ушла. Он и сам, видимо, чувствовал, что все вокруг него, молча или открыто, настроены враждебно.».
Среди современников было широко распространено мнение, что позиции Столыпина пошатнулись непоправимо, и он был убит в сентябре 1911 года буквально накануне уже предрешенной отставки.
Возникшая подозрительность октябристов (прежде всего А. И. Гучкова) и их союзников по отношению к правительству и царю в дальнейшем только усиливалась, дойдя к концу 1916 года до враждебности и участия в подготовке революции.